# Jean-Pierre Duport
Jean-Pierre Duport, zwany l’ainé (ur. 27 listopada 1741 w Paryżu, zm. 31 grudnia 1818 w Berlinie) – francuski kompozytor i wiolonczelista. Brat Jeana-Louisa.

## Życiorys
Od 1761 roku grał w Concert Spirituel, od 1769 roku był też członkiem orkiestry Ludwika Franciszka, księcia Conti. W 1773 roku wyjechał do Berlina, gdzie został pierwszym wiolonczelistą orkiestry nadwornej króla Fryderyka II oraz nauczycielem następcy tronu, Fryderyka Wilhelma II Od 1787 do 1806 roku dyrygował koncertami dworskimi.
Skomponował szereg utworów na wiolonczelę, w tym Koncert D-dur i liczne sonaty. Był podziwiany przez współczesnych, Ludwig van Beethoven napisał dla niego swoje 2 sonaty wiolonczelowe op. 5 i wykonał je wraz z nim podczas swojej wizyty w Berlinie w 1796 roku. Wolfgang Amadeus Mozart wykorzystał jeden z menuetów Duporta jako temat swojej wariacji fortepianowej (KV 573).